# Ушакова, Елизавета Ивановна
Елизавета Ивановна Ушако́ва (1895—1967) — академик ВАСХНИЛ (1948; первая женщина-академик данной академии), специалист в области селекции и семеноводства овощных культур. Член РКП(б) с 1920 года.

## Биография
Родилась 21 августа (3 сентября) 1895 года в Перми. В 1931 году окончила МСХА имени К. А. Тимирязева.
В 1931—1933 годах работала в плодоовощном факультете МСХА (заведующей производственной практикой студентов), заместителем директора по учебной части Московского овощного института, исполняющей обязанности заместителя директора по учебной части Московского Сельскохозяйственного Института.
В 1933 году в Высшей коммунистической сельскохозяйственной школе заведовала двухгодичным отделением.
В 1934—1937 годах — аспирант особой аспирантуры при ВАСХНИЛ.
В 1937—1966 годах директор Грибовской овощной селекционной станции (ныне — Всероссийский научно-исследовательский институт селекции и семеноводства овощных культур).
Кандидат сельскохозяйственных наук (1937). Академик ВАСХНИЛ (1948)
Умерла 24 ноября 1967 года. Похоронена в Москве на Новодевичьем кладбище (участок № 8).

## Научная работа
Автор 10 сортов овощных культур:
- дыня Грунтовая Грибовская, дыня для Севера,
- капуста Осенняя Грибовская,
- петрушка Сахарная 11,
- сельдерей Грибовский 7,
- фасоль Сахарная Грибовская 804,
- бобы Белорусские,
- лук многолетний,
- чеснок озимый,
- шпинат,
- эстрагон.

Являлась научным руководителем работ по выведению и улучшению более чем 80 сортов овощных и бахчевых культур. Из их числа 50 были районированы Государственной комиссией по сортоиспытанию сельскохозяйственных культур. Занималась вопросами производства элитных семян и сортового семеноводства в СССР, зонального выращивания сортов при их районированнии.

## Выступление на августовской сессии ВАСХНИЛ 1948 г
3 августа 1948 года академик Е. И. Ушакова выступила на сессии ВАСХНИЛ, где заклеймила «идеалистические,
реакционные течения» морганизма и менделизма в советской науке, а также последствия их применения на Грибовской селекционной станции. В частности, она утверждала, что «два-три года работы по методике моргано-менделевской генетики обнаружили её вредные результаты»:

Узкородственное разведение, которое было введено с целью получить
быструю морфологическую выравненность сортов, сразу обнаружило свои
исключительно вредные последствия: резко снизились урожайность и
устойчивость растений против неблагоприятных условий внешней среды.
Грибовские селекционеры, заметив такой дефект, сразу отвернулись от этого
учения и стали работать так, как считали правильным, как учит нас Мичурин.

Е. И. Ушакова выразила благодарность И. Г. Эйхфельду за рецензирование своей диссертационной работы, которая содержала анализ поведения овощных растений в озимых посевах с позиций стадийного развития растений (учение Т. Д. Лысенко), и отметила трудности в защите работ у представителей мичуринского направления и с тематикой, содержащей упоминание вегетативной гибридизации растений.
Академик Ушакова предположила, что сторонники менделизма и морганизма сами никогда не создавали новые сорта растений, а «лишь занимались умозрительными теориями», и высказала сожаление, что «в вузах с кафедр генетики продолжается пропаганда мракобесия».

## Награды и премии
- Сталинская премия второй степени (1946).[2] — за выведение новых ценных сортов овощных культур и достижения в производстве элитных семян овощных культур
- три ордена Ленина.[2]
- три ордена Трудового Красного Знамени.[2]
- медали
- Большая Золотая медаль ВСХВ.[2]

## Сочинения
Е. И. Ушакова опубликовала около 150 научных работ, включая 11 книг и брошюр.
- Выращивание капусты. — Б.м.: Сельхозгиз, 1942. — 16 с.
- То же. — 2-е издание, переработанное и дополненное — 1943. — 16 c.
- Уход за семенниками двухлетних овощных культур. — М.: Московский большевик, 1944. — 27 c.
- Мичуринские основы создания новых форм овощных культур. — М.: Правда, 1949. — 31 с. — (Всесоюз. о-во по распространению полит. и науч. знаний).
- Методика государственного сортоиспытания сельскохозяйственных культур. Выпуск 4. Овощные, бахчевые культуры, картофель и кормовые культуры / Соавторы: М. М. Евдокимов и другие; МСХ СССР. — М.: Сельхозгиз, 1956. — 262 с.
- Методы селекции и элитного семеноводства овощных культур: Доклады / МСХ СССР. — М., 1956. — 23 с.